# نادي أندورا لكرة السلة
نادي أندورا لكرة السلة (بالإسبانية: Bàsquet Club Andorra)‏ هو فريق كرة سلة أندوري تأسس في سنة 1970 يقع في أندورا لا فيلا. يلعب في الدوري الإسباني لكرة السلة.

## أبرز اللاعبين
- كينو كولوم
- خوسيه لويس لورينتي
- جوزيب ماريا مارجال
- فيكتور سادا
- جوردي ترياس

## وصلات خارجية
- الموقع الرسمي